# Visoka Ponca
Visoka Ponca (italijansko Ponza Grande) je 2274 m visoka gora v Julijskih Alpah, na meji med Italijo in Slovenijo. Njen vrh se občutno dvigne in zaključuje pretežno enoviti greben, ki poteka po državni meji v smeri proti jugu do V Koncu špice, malo naprej proti jugu, že v Sloveniji pa je Kotova špica (2376 m). Južno od Visoke Ponce leži Srednja Ponca (2231 m), ločena od nje s Planiško škrbino (2168 m), še južneje pa se nanjo preko Rdeče škbine (2152 m) navezuje Zadnja Ponca (2242 m). Na severu se svet spusti na široko sedlo Vratca (1844 m), od koder se dvigne na 1925 m visoko Malo Ponco, od tam pa se preko manj pomembnih gozdnatih Kucerjev in Macesnovca spusti v Gornjesavsko dolino. Njena pobočja so strma tako na slovenski strani, ki se končujejo v Planiški dolini, kot tudi na italijanski strani, s planinama Tamar in Jezersko planino. V bližini slednje se nahajata Belopeški jezeri.

## Izhodišča
- Rateče (Kranjska Gora)
- Pod Klancem/Villa Alta (Trbiž)

## Dostop
- 4-5h: od Doma v Tamarju, čez Srednjo Ponco
- 2h30: od Koče Luigi Zacchi